# Mauro Sánchez Navarro
Mauro Sánchez Navarro né le 3 octobre 1994 à Mexico, Mexique) est un acteur mexicain;  mieux connu pour son rôle de Nico dans le film mexicain This Is Not Berlin ,,  film pour lequel il a remporté le prix du meilleur second rôle au Festival du film espagnol de Malaga 2019 .  Bien qu'il se soit fait connaître comme acteur au cinéma, Sánchez Navarro est apparu à la télévision dans des rôles récurrents dans plusieurs telenovelas mexicaine.

## Filmographie

### Rôles de film
| An   | Titre                                              | Les rôles | Remarques     |
| ---- | -------------------------------------------------- | --------- | ------------- |
| 2014 | El guión                                           | Mauro     | Court métrage |
| 2016 | Necropolis, They Will Be Ashes But Still Will Feel | Andrés    | Court métrage |
| 2017 | Como te ves me vi                                  | Marco     |               |
| 2019 | This Is Not Berlin                                 | Nico      |               |

### Rôles de télévision
| An        | Titre                | Les rôles                            | Remarques                                                                                     |
| --------- | -------------------- | ------------------------------------ | --------------------------------------------------------------------------------------------- |
| 2010-2013 | La rosa de Guadalupe | Julio Samuel Tito                    | Épisode: "El amor no tiene edad" Épisode: "Recobrar la confianza" Épisode: "A prueba de todo" |
| 2014      | The Stray Cat        | Garabato enfant                      | 3 épisodes                                                                                    |
| 2014      | Como dice el dicho   | Adrián Juan Carlos                   | Épisode: "En la cama y en la cárcel" Épisode: "No hay guapo sin defecto"                      |
| 2016      | La candidata         | Hugo                                 | Rôle récurrent; 7 épisodes                                                                    |
| 2017      | La Doña              | Manuel                               | Rôle récurrent (saison 1); 3 épisodes                                                         |
| 2017      | Érase una vez        | Marco Arbizu                         | Épisode: "Pinocho"                                                                            |
| 2018      | Atrapada             | Rôle inconnu                         | Rôle récurrent; 6 épisodes                                                                    |
| 2018      | Señora Acero         | Petronilo Godinez "El Marrano Mayor" | Rôle récurrent (saison 5); 20 épisodes                                                        |
| 2020      | Contrôle Z           | Bruno                                |                                                                                               |

## Prix et nominations
| An   | Prix                                | Catégorie                           | Œuvres nommées      | Résultat |
| ---- | ----------------------------------- | ----------------------------------- | ------------------- | -------- |
| 2019 | Festival du film espagnol de Malaga | Meilleur acteur dans un second rôle | Ce n'est pas Berlin | Gagné    |